# 小りん
小りん（しょうりん）は、田村語り並びに坂上田村麻呂伝説に登場する伝説上の人物。文献によっては、聖林、正林、小林、小輪などとも記されている。坂上田村麻呂と鈴鹿御前の娘。

## 概要

### 御伽草子
『田村の草子』では、鈴鹿御前と夫婦となった田村丸俊宗が鈴鹿山の大嶽丸を討伐し、御門から給った伊賀国で暮らすうちに1人の姫君が産まれ、聖林（しやうりん）と命名された。
『鈴鹿の草子』では、鈴鹿御前が亡くなる際に姫君（小りん）は我に劣らぬ神通の者であると顕明連を賜る。

### 奥浄瑠璃
『田村三代記』でも御伽草子のあらすじと近い形で誕生するが、物語の末尾で小林姫は93歳まで大往生すると、奥州南部岩手郡へと飛んで、小林寺の地蔵菩薩として化現し、末世まで人々を救ったと締め括られる。

## 伝承地

### 松林寺
『田村三代記』で地蔵菩薩として化現した小林寺は、南部稗貫郡（現在の岩手県花巻市石鳥谷町）にある松林寺地蔵堂（子安地蔵）で、田村語りに登場する人物名（小林姫）に取り入れられた。また『田村三代記』が演じられた北限は松林寺のある稗貫郡周辺ではないかと考えられる。

### 遠野三山
岩手県遠野では坂上田村麻呂が東征の時、奥州に国津神の後胤という女神・玉山立烏帽子姫がおり、その美貌から夷の酋長大岳丸に言い寄られるも応じることはなかった。田村麻呂は勅使を奉じて東北の地に下だり、この立烏帽子姫の案内によって蝦夷を討伐し、頭領である大岳丸を岩手山で討ち取った。立烏帽子姫は田村麻呂と夫婦の契りを結び田村義道と松林姫の一男一女を産んだ。義道は奥州安倍氏の祖であり、松林姫はお石、お六、お初の三女を産んだ。お石は守護神である速佐須良姫の御霊代を奉じ石上山に登った。お六は速秋津比売の御霊代を奉じ六角牛に登った。お初は瀬織津比咩を奉じ早池峯に登ったという。